# Luhota
Luhota è una circoscrizione rurale (rural ward) della Tanzania situata nel distretto rurale di Iringa, regione di Iringa. Conta una popolazione di 16 319 abitanti (censimento 2022).